# 董家口经济区

董家口经济区标志

董家口经济区是位于山东省青岛市黄岛区的一个经济园区，董家口经济区位于黄岛区最南端，紧邻日照市，包括泊里镇和琅琊镇全域，面积约235平方公里。董家口经济区的管理机构是青岛市人民政府的派出机构青岛董家口经济区管理委员会，其与中共青岛市委青岛董家口经济区工作委员会实行一个机构两块牌子的管理方式。区内有青岛钢铁、双星集团、董家口港等重要企业的生产基地。
董家口经济区交通便捷。铁路方面规划建设有晋中南铁路连接线、陇海铁路连接线、疏港铁路、青盐铁路（区内设有董家口站）。城市轨道交通方面有青岛地铁13号线在建；公路方面可较为便捷的连接到沈海高速、青兰高速、青银高速，规划建设有董家口疏港高速；区内建有的董家口港区是青岛港最为重要的港区之一，港区内现有泊位26个，年吞吐量过亿吨，2016年国务院批复同意董家口港口岸对外开放。